# 拉維加 (考卡省)
拉維加是哥倫比亞的城鎮，位於該國西部，由考卡省負責管轄，始建於1777年，面積484平方公里，海拔高度2,136米，2005年人口33,133，人口密度為每平方公里68.46人。
2°05′00″N 76°46′31″W / 2.08333°N 76.7753°W